# 薩卡爾峰
62°32′43″S 60°07′15″W / 62.54528°S 60.12083°W

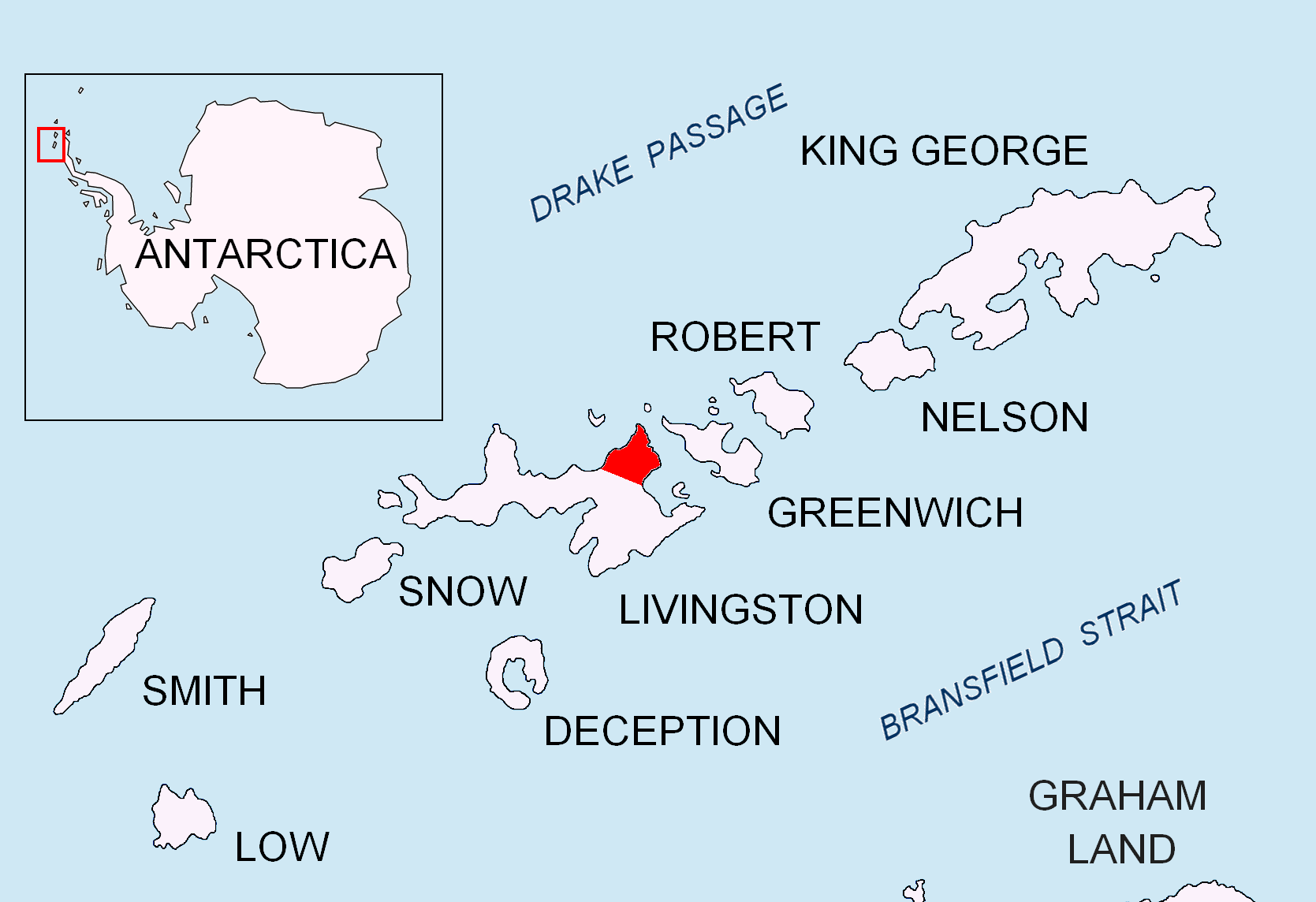

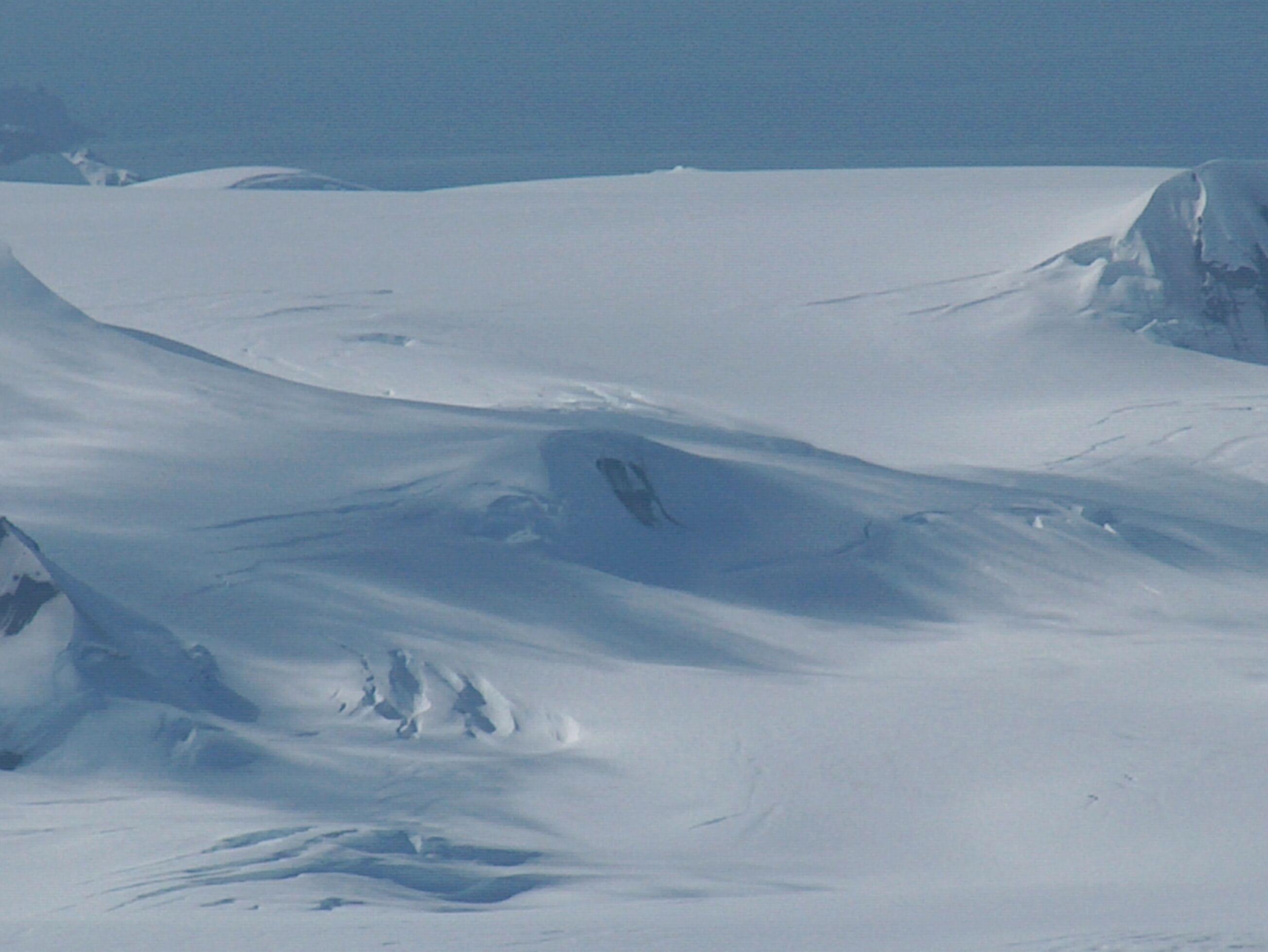

薩卡爾峰是南極洲的山峰，位於南設得蘭群島中利文斯頓島的瓦爾納半島，海拔高度355米，處於珀佩雷克海穹東北面0.57公里和赫利斯冰原島峰西南面2.28公里。

## 外部連結
- SCAR Composite Antarctic Gazetteer（页面存档备份，存于）.